# Cimpor
Cimpor est une entreprise portugaise de ciment membre de l'indice Euronext 100.
Cimpor est une entreprise créée en 1976. Son nom provient de la contraction de Cimentos de Portugal (Ciments du Portugal). L'entreprise est présente dans de nombreux pays et est un acteur majeur dans le secteur du ciment. 
Depuis les années 90, l'entreprise a entrepris une politique d'internationalisation.
Les pays où le groupe est présent :
- Portugal
- Espagne depuis 1992
- Mozambique depuis 1994
- Maroc depuis 1996
- Brésil depuis 1997
- Tunisie depuis 1998
- Égypte depuis 2000
- Afrique du Sud depuis 2002
- Angola depuis 2004
- Cap Vert depuis 2005
- Chine depuis 2007
- Turquie depuis 2007